# Karl Jahn (Altphilologe)
Karl Christian Jahn, auch Carl Christian Jahn (* 25. Februar 1777 in Oelsnitz im Vogtland; † 1. August 1854 in Bern) war ein Schweizer Klassischer Philologe.
Nach dem Besuch der Schulen in Oelsnitz und des Lyceums in Plauen studierte Karl Jahn bis 1801 an der Universität Leipzig Philologie und Theologie. 1805 ging er nach Bern, wo er an der Kantonsschule unterrichtete. Daneben war er an der Akademie Professor für „Litteratur und deutsche Sprache“. Bei der Umgestaltung der Akademie zur Universität Bern (1834) wurde Jahn zum ausserordentlichen Professor der Klassischen Philologie ernannt.
Karl Jahn war mit einer Berliner Hugenottin verheiratet. Sein dritter Sohn war der Historiker Albert Jahn (1811–1900).